# 阿爾及利亞第納爾
阿爾及利亞第納爾 （阿拉伯語: دينار, 貨幣編號: DZD）是阿爾及利亞的流通貨幣。輔幣單位為分，1第納爾=100分。
亦是西撒哈拉实际实用的货币之一。

## 流通中的貨幣

### 硬幣

7 種面額的流通硬幣。

- 1 第納爾
  - 正面：水牛
  - 背面：面值
- 2 第納爾
  - 正面：駱駝
  - 背面：面值
- 5 第納爾
  - 正面：大象
  - 背面：面值
- 10 第納爾
  - 正面：老鷹
  - 背面：面值
- 20 第納爾
  - 正面：獅子
  - 背面：面值
- 50 第納爾
  - 正面：鹿
  - 背面：面值
- 100 第納爾
  - 正面：馬
  - 背面：面值

### 紙幣

#### 1992 年
- 100 第納爾
  - 正面：1775年的一場戰爭

阿爾及利亞現在使用的紙幣。

  - 背面：左邊的圖型有阿拉伯馬群，中間有阿爾及利亞海軍
- 200 第納爾
  - 正面：傳統伊斯蘭教學校的上課情景
  - 背面：古蘭經、清真寺、橄欖和無花果
- 500 第納爾
  - 正面：努米底亞與羅馬帝國的戰爭
  - 背面：羅馬人騎著大象，以及一座位於提帕薩的陵墓
- 1,000 第納爾
  - 正面：在阿傑爾高原的繪畫
  - 背面：史前時期的阿爾及利亞，和一隻水牛
- 2,000 第納爾
  - 正面：大學教授在露天劇場講課、人造衛星、DNA 鏈、實驗室
  - 背面：小麥、棕櫚樹、高樓、橄欖樹

#### 1977 年

1977年至1983年使用的紙幣。

- 10 第納爾
  - 正面：柴油客車
  - 背面：山村
- 20 第納爾
  - 正面：輪盤
  - 背面：手工藝品和一座塔
- 50 第納爾
  - 正面：牧羊人與羊群
  - 背面：操作拖拉機的農民
- 100 第納爾
  - 正面：有尖塔的村落
  - 背面：農業活動
- 200 第納爾
  - 正面：阿爾及爾的烈士廣場
  - 背面：各種橋樑

#### 1970 年

阿爾及利亞在1970年發行的紙幣系列。

- 5 第納爾
  - 正面：
  - 背面：
- 10 第納爾
  - 正面：
  - 背面：
- 100 第納爾
  - 正面：
  - 背面：
- 500 第納爾
  - 正面：
  - 背面：

#### 1964 年

阿爾及利亞在1964年發行的紙幣系列。

- 5 第納爾
  - 正面：
  - 背面：
- 10 第納爾
  - 正面：
  - 背面：
- 50 第納爾
  - 正面：
  - 背面：
- 100 第納爾
  - 正面：
  - 背面：

## 外部連結
- 唐的世界硬币画廊：Algeria
- 罗恩·怀斯的世界纸币：Algeria 镜像网站
- 现代金融系统表格－库尔特·舒勒制作：Algeria 镜像网站
- 环球货币历史：Algeria
- 《环球金融资料》系列：Algeria Dinar
- 《环球金融资料》货币历史表格（ 微软试算表格式）

1. (PDF). 台北市航空貨運承攬商業同業公會. 經濟部標準檢驗局. 2024-03-20  [2024-04-25] （中文（臺灣））.